# Opua nephodes
Opua nephodes är en fiskart som beskrevs av Jordan 1925. Opua nephodes ingår i släktet Opua och familjen smörbultsfiskar. Inga underarter finns listade i Catalogue of Life.